# Place Artur-Zawisza
 (juillet 2018).
La place Artur-Zawisza (en polonais : plac Artura Zawiszy) est une place située dans l'arrondissement de Ochota à Varsovie.
Elle doit son nom au  capitaine Artur Zawisza (né le 24 septembre 1809 à Sobota et décédé le 27 novembre 1833 à Varsovie). Militant pour l'indépendance, participant au soulèvement de novembre (1830-1831), membre de la société patriotique, exilé en France en 1831, il fut exécuté sur cette place en 1833. Son nom fut donné à la place en 1929.